# 306019 Duren
306019 Duren este o planetă minoră (asteroid), cu un diametru de 2,841 km, din Outer Main Belt⁠(d). A fost descoperită pe 18 februarie 2010 la Wide-field Infrared Survey Explorer⁠(d) de Wide-field Infrared Survey Explorer⁠(d) și a fost numită după Riley Duren⁠(d). 
Obiectul prezintă o orbită caracterizată de o semiaxă mare de 3,2160466238964 UAi, o excentricitate de 0,43, o înclinație de 5,4 ° în raport cu ecliptica.